# (12378) Johnston
(12378) Johnston est un astéroïde de la ceinture principale découvert en 1994.

## Description
(12378) Johnston a été découvert le 15 août 1994 à l'observatoire de Siding Spring, situé près de Coonabarabran, en Nouvelle-Galles du Sud, en Australie, par Robert H. McNaught.

### Caractéristiques orbitales
L'orbite de cet astéroïde est caractérisée par un demi-grand axe de 2,70 UA, un périhélie de 1,80 UA, une excentricité de 0,33 et une inclinaison de 16,82° par rapport à l'écliptique. Du fait de ces caractéristiques, à savoir un demi-grand axe compris entre 2 et 3,2 UA et un périhélie supérieur à 1,666 UA, il est classé, selon la JPL Small-Body Database, comme objet de la ceinture principale.

### Caractéristiques physiques
(12378) Johnston a une magnitude absolue (H) de 14,2 et un albédo estimé à 0,125.